# Kronum

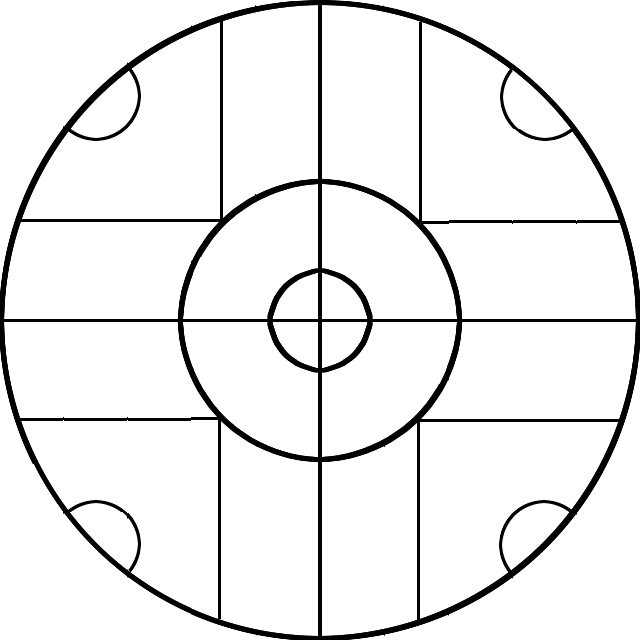
Hřište pro kronum

Kronum je míčová hra z USA vymyšlená roku 2008 Billem Gibsonem. Hra kombinuje techniky fotbalu, basketbalu a házené.
Ve Filadelfii (Pensylvánie) dokonce existuje profesionální liga. V ostatních zemích Spojených států amerických zatím existují pouze ligy nadšenců.

## Pravidla
Kronum se hraje se dvěma týmy po deseti hráčích. Při obranné fázi hry jsou čtyři z nich brankaři, zatímco v útočné fázi se podílejí na hře v poli spolu s ostatními.
Celá hra trvá 60 minut a je rozdělena do tří třetin. Cílem hry je získat více bodů než protivník. Počet bodů vychází z toho, kolik střel/hodů dokáže tým skórovat. Branky na kronum mají nahoře zavěšených pět kruhů s průměrem 50 centimetrů. Pokud hráč skóruje skrz kruh, počet bodů se zdvojnásobuje. Hřiště je křížové s kruhem uprostřed. Kromě toho jsou čtyři branky (nazývané Chamber).
Nejvzdálenější zónou je Cross zone. Když se hráč trefí odtud, získává čtyři body (osm pokud se trefí skrz kruh). Další zónou je Flex zone kde hráč za skórování získává tři body (šest skrz kruh). Následuje Wedge zone, kde se nesmí hrát rukama. Za trefu se získávají 2 body (4 skrz kruh). Nejbližší je Goal zone, kde se získává jeden bod (dva skrz kruh). 
Na počátku utkání se míč hodí do kruhu uprostřed. Oba týmy se střídají v útočných a obranných fázích. 